# Ger Essers
Gerard Joseph (Ger) Essers (Spekholzerheide, 1912 - Kerkrade, 1989) was een mijntechnisch ambtenaar en mijnmeter. In 1959 werd hij aangetrokken voor het opmeten van de ondergrondse Limburgse mergelgroeven in de omgeving van Valkenburg aan de Geul.
Door Essers zijn in kaart gebracht (eind 1959 - 15 februari 1966):
- de Gemeentegrot
- de Geulhemmergroeve
- de Roubrouckgroeve
- de Flessenberggroeve
- de Sibbergroeve (grotendeels)